# 水丰湖
水丰湖是一个位于中国新疆西南边界省若羌县的湖泊，面积约为30平方千米。